# Ideológia
Az ideológia valamely osztály, politikai párt, vallás, irányzat vagy korszak által vallott eszmék, nézetek, fogalmak rendszere, amely a társadalmi tudat különböző formáiban (filozófiai, vallási, művészeti, politikai, erkölcsi nézetekben) jut kifejezésre és ennek alapján irányelveket állapít meg a társadalom működtetésére nézve.
A politológiai szakirodalomban nincs egységes álláspont arra nézve, hogy egy gondolati rendszer milyen kritériumok szerint nevezhető ideológiának, és mikortól filozófiának, vallásnak. Ennek megfelelően akadnak, akik az utóbbi típusú ismeretrendszereket is ideologikusnak tartják, legtöbben mégis tagadják ezt.

## A szó eredete
Az ideológia szó eredetileg és szó szerint az ideák (gondolatok, eszmék, ötletek) rendszeres tanulmányozását, tanát jelentette (ld. lentebb).

## Modern értelmezése
A modern politológia és filozófia inkább olyan, általános világnézeti jellegű (filozófiai és/vagy vallási és/vagy gazdasági és/vagy politikai) eszmék egységes elméletté szervezett rendszerét érti rajta, amely megkísérli az (aktuális vagy a mindenkori) emberi társadalom kritikai leírását, és ennek alapján, irányelveket állapít meg annak működtetésére nézve. Utóbbi elvek tartalmazhatnak az egyén számára ideális viselkedési módokat, a közösségi irányításának formáit, illetve hasonló gyakorlati elveket. A legtöbb szerző tehát részint az ideológia társadalomleíró és/vagy szervező funkcióját emeli ki, míg mások azt, hogy az ideológiák elméleti, világnézeti alapokon állnak, számukra az elmélet legalább olyan fontos, mint a gyakorlat. Az ideológiáknak azonosító („mi, kockásnyakkendő-pártiak”) és megkülönböztető („ti, csíkosnyakkendő-pártiak”) funkciója is van.
Az ideológiák önmagában való tanulmányozását George Walford vetette fel a harmincas évek végén. Területét Systematic ideologynek nevezte el.
Eszméknek, elveknek az összessége, melyeket azért hoznak létre, hogy koherens egésszé formálják a pártok mondanivalóját. Az ideológia megkönnyíti a tájékozódást a pártok között. A nagy francia forradalom utáni korszak terméke.
Az ideológiáknak mindig két vonatkozása van: belső és külső.
- Belső → ideológiák mindig egy közösségre adnak útmutatást. Megfogalmazzák az identitásukat. Integratív szerepe van.
- Külső → minket azonosít másokkal. Például: úgy lehetek konzervatív, ha tudom, hogy vannak más ideológiát valló emberek is. Ad egy teljesnek tűnő világmagyarázatot.

Nagy alapkérdéseket illetően van kidolgozott nézetük. Például: az emberek egyenlőek vagy nem. 
A többség és kisebbség viszonya. Minden társadalmat különböző népcsoportok alkotják.

## A fogalom története
Az ideológia szó megalkotása a francia  filozófus Antoine Destutt de Tracy nevéhez fűződik, egy újfajta eszme-tudomány létrehozása  céljából. Nyomtatott formában először 1796-ban jelent meg.
Az első átfogó ideológiakritikát Karl Marx és Friedrich Engels gyakorolták A német ideológia cím művükben. Marx és Engels az ideológiát hamis tudatként határozták meg, s használata legtöbb szövegkörnyezetben ironikus, gúnyos felhangot kapott. A német ideológia arról tanúskodik, hogy a fogalmat az ifjúhegeliánusok valláskritikájára alkalmazták, de kiterjesztették minden idealista gondolkodásra, melyben többek között az „ártatlan és gyermeteg fantáziák”, „a valóság árnyképei” titulusok szerepelnek az ideológiák metaforáiként. Engels egy 1893-as, Franz Mehringhez írott levelében tömören, szinte definíciószerűen összefoglalja, mit ért az ideológia fogalma alatt:
„Az ideológia olyan folyamat, melyet az úgynevezett gondolkodó tudatosan visz ugyan végbe, de hamis tudattal. A tulajdonképpeni hajtóerőket, amelyek mozgatják, nem ismeri meg; máskülönben nem is volna ideológiai folyamat. Ezért hamis, illetve látszólagos hajtóerőket képzel el. Minthogy a folyamat gondolati, a gondolkodó ennek tartalmát és formáját a tiszta gondolkodásból vezeti le, a magáéból vagy az elődeiéből. Pusztán gondolati anyaggal dolgozik, amelyről látatlanban elhiszi, hogy a gondolkodás terméke, s nem vizsgálja tovább, valamely távolabb fekvő, a gondolkodástól független eredet szempontjából; s ez számára magától értetődik, mert minden cselekvés, minthogy a gondolkodás közvetíti, úgy tűnik fel előtte, hogy végső fokon megalapozva is a gondolkodásban van.”
Lenin radikális fordulatot hozott a fogalom értelmezésében és használatában. Hangsúlyozza az ideológia osztálymeghatározottságát, ennek következtében az osztályharcban álló burzsoázia és a proletariátus ideológiái is küzdenek egymással a tömegek tudatának meghódításáért. Ezáltal kiterjeszti a fogalom jelentését, nézetei szerint az ideológia helyesen is tükrözheti a valóságot, s ebben az esetben az ideológia nem tudománytalan. A marxizmus tehát a munkásosztály tudományos ideológiája is egyúttal. Karl Kautsky érvelésére támaszkodva így ír erről a Mi a teendő?  című könyvében, 1902-ben:
„Ha tehát szó sem lehet a munkástömegek által mozgalmuk folyamán kidolgozott önálló ideológiáról *[Lenin jegyzete] akkor a kérdés csakis így tehető fel: burzsoá vagy szocialista ideológia? Itt nincs középút (mert az emberiség semmiféle „harmadik” ideológiát nem dolgozott ki, és mert általában egy osztályellentétektől marcangolt társadalomban sohasem lehet osztályon kívüli vagy osztályok feletti ideológia). Ezért a szocialista ideológia mindennemű lekicsinylése, mindennemű mellőzése egyszersmind a burzsoá ideológia erősbítését jelenti. Spontaneitásról beszélnek. De a munkásmozgalom spontán fejlődése éppen afelé halad, hogy a munkásmozgalom a burzsoá ideológia befolyása alá kerül, […] mert az ösztönös munkásmozgalom nem egyéb, mint trade-unionizmus, Nur-Gewerkschaftlerei, a trade-unionizmus pedig éppen azt jelenti, hogy a burzsoázia eszmeileg leigázza a munkásságot.”
Az „Iszkra” 16. számában Politikai agitáció és „osztályszempont”  című írásában a következőképpen ír ugyanerről:
„A szociáldemokráciának mindenkor és következetesen ki kell terjesztenie a munkásmozgalom befolyását a mai társadalmi és politikai élet minden területére. Nemcsak a munkások gazdasági harcát kell vezetnie, hanem a proletariátus politikai harcát is; egy pillanatra sem szabad szem elől tévesztenie végcélunkat, állandóan propagálnia kell a proletár ideológiát – a tudományos szocializmus tanítását, vagyis a marxizmust, meg kell óvnia a hamisításoktól és tovább kell fejlesztenie. Fáradhatatlanul harcolnunk kell minden burzsoá ideológia ellen, bármilyen divatos és csillogó köntösben jelenik is meg.”
A ideológiakutatás elindítója Mannheim Károly „Ideológia és utópia” c. nagy hatású könyve volt 1929-ben.